# Jean Le Bel

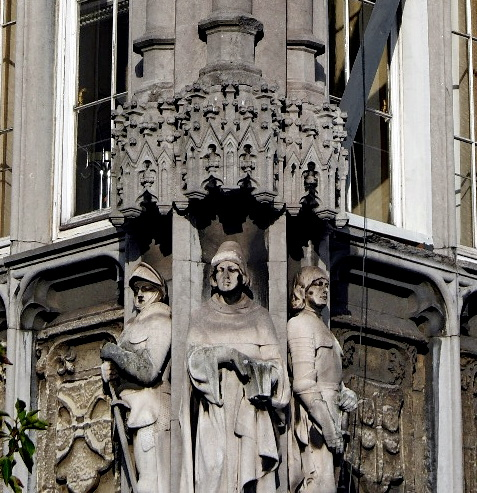
Statua di Jean le Bel (a destra) nella facciata del palazzo della provincia di Liegi

Jean Le Bel (1290 circa – 15 febbraio 1370) è stato uno storico fiammingo.

## Biografia
Suo padre, Gilles le Beal des Changes, era un aldermanno della città di Liegi. Jean entrò a far parte della chiesa e divenne un canonico della Cattedrale di Liegi, ma lui e suo fratello Henri seguirono Jean IV de Beaumont in Inghilterra nel 1327 e parteciparono alla guerra di confine contro gli scozzesi. IL suo testamento è datato 1369, e il suo epitaffio porta la data della sua morte nel 1370. Nulla altro si sa della sua vita, ma Jacques de Hemricourt, autore del Miroir des nobles de Hesbaye, lasciò un elogio della sua persona e una descrizione della magnificenza del suo abbigliamento, del suo seguito e della sua ospitalità. Hemricourt afferma che aveva ottant'anni o più quando morì.
Per lungo tempo Jean fu conosciuto solo come cronista tramite un riferimento di Jean Froissart, che lo cita nel prologo del suo primo libro come una delle sue fonti. Un frammento del suo lavoro nel manoscritto Ly Myreur des Histors, di Jean d'Outremeuse, è stato scoperto nel 1847, e tutta la sua cronaca, conservata nella biblioteca di Chálons-sur-Marne, fu edita nel 1863 da L. Polain.
Jean fu uno dei primi cronisti a scrivere in francese anziché in latino. Fu un soldato e compagno di Jean, conte de Beaumont e viaggiò con lui in Inghilterra e Scozia nel 1327. Su richiesta del duca, scrisse Vrayes Chroniques ("Cronache vere"), che registrò gli eventi del regno di Edoardo III. Si ritiene che sia stata la prima persona a utilizzare interviste per confermare e integrare i suoi fatti. Jean dà come ragione dei suoi scritti il desiderio di sostituire una certa cronaca ingannevole rimata delle guerre di Edoardo III da una vera relazione delle sue imprese fino all'inizio della Guerra dei cent'anni.
Jean Froissart venne molto influenzato da lui e prese in prestito dai suoi testi.
In tema di stile, Le Bel è stato inserito da alcuni critici al livello di Froissart. Il suo merito principale è il suo rifiuto di raccontare gli eventi a meno che lui o il suo informatore non vi abbiano assistito. Questa scrupolosità nell'accettazione delle prove deve essere posta contro i suoi limiti. Prende per intero un punto di vista simile a quello di Froissart, non ha alcuna preoccupazione per i movimenti o la politica nazionale, e, scrivendo per il pubblico di cavalleria, non conserva alcuna nozione generale di una campagna, che si risolve nel suo racconto in una serie di imprese da parte dei suoi eroi. Froissart fu considerevolmente in debito con lui e sembra aver preso in prestito alcuni dei suoi episodi più noti, come la morte di Roberto I di Scozia, Edoardo III, e la contessa di Salisbury e la devozione dei borghesi di Calais. Le canzoni e virelai, nell'arte della scrittura poiché era, secondo Hemricourt, un esperto, non sono giunte ai nostri giorni.